# Liste der Municipios in Baja California

Lage der Municipios des Bundesstaates Baja California

Der mexikanische Bundesstaat Baja California ist seit 2021 in sieben Verwaltungsbezirke (Municipios) unterteilt. Diese werden aus 5545 Ortschaften (localidades) gebildet, darunter 49 urbanen (städtischen). Als localidades sind kleine Dörfer (pueblo), Farmen (hazienda, rancho) und sämtliche alleinstehende Häuser erfasst, ungeachtet ob bewohnt oder nicht. Die Verwaltungsbezirke tragen meist den Namen ihres Verwaltungszentrums (cabecera municipal).

## Verwaltungsübersicht des Bundesstaates Baja California
| Schlüssel (Clave)  | Municipio          | Verwaltungssitz (Cabecera municipal) | Fläche [km²]                         | Einwohnerzahl                        | Einwohnerzahl                        | Einwohnerzahl                        | Bevölkerungs- dichte [Ew. pro km²]   | Anzahl der Orte (Localidades)        |                                      |
| Schlüssel (Clave)  | Municipio          | Verwaltungssitz (Cabecera municipal) | Fläche [km²]                         | 2000                                 | 2010                                 | 2020                                 | Bevölkerungs- dichte [Ew. pro km²]   | Anzahl der Orte (Localidades)        |                                      |
| 001                | Ensenada           | Ensenada                             | 19.526,80                            | 370.730                              | 466.814                              | 443.807                              | 22,7                                 | 1688                                 |                                      |
| 002                | Mexicali           | Mexicali                             | 14.528,32                            | 764.602                              | 936.826                              | 1.049.792                            | 72,3                                 | 1970                                 |                                      |
| 003                | Tecate             | Tecate                               | 2.861,18                             | 77.795                               | 101.079                              | 108.440                              | 37,9                                 | 616                                  |                                      |
| 004                | Tijuana            | Tijuana                              | 1.074,15                             | 1.210.820                            | 1.559.683                            | 1.922.523                            | 1.789,8                              | 447                                  |                                      |
| 005                | Playas de Rosarito | Playas de Rosarito                   | 506,29                               | 63.420                               | 90.668                               | 126.890                              | 250,6                                | 283                                  |                                      |
| 006                | San Quintín        | San Quintín                          | 32.953,25                            | 2020 gebildet 1                      | 2020 gebildet 1                      | 117.568                              | 3,6                                  | 541                                  |                                      |
| 007                | San Felipe         | San Felipe                           | keine Daten, da erst 2021 gebildet 2 | keine Daten, da erst 2021 gebildet 2 | keine Daten, da erst 2021 gebildet 2 | keine Daten, da erst 2021 gebildet 2 | keine Daten, da erst 2021 gebildet 2 | keine Daten, da erst 2021 gebildet 2 | keine Daten, da erst 2021 gebildet 2 |
| 02 Baja California | 02 Baja California | Mexicali                             | 71.449,99                            | 2.487.367                            | 3.155.070                            | 3.769.020                            | 52,8                                 | 5.545                                |                                      |